# Getto w Białobrzegach
Getto w Białobrzegach – żydowskie getto utworzone przez Niemców w kwietniu lub maju 1941 roku w Białobrzegach. Znajdowało się w części miejscowości leżącej na zachód od ulicy Krakowskiej.

## Historia
Po zajęciu miasta Niemcy zmusili Żydów do niewolniczej pracy w lokalnych majątkach i Zakładach Energetycznych Okręgu Radomsko-Kieleckiego pracujących na rzecz III Rzeszy.
Utworzyli Judenrat, którym kierował kupiec Abram Goldberg, a sekretarzem został I. Tenenbaum. Stworzono 20-osobową policję żydowską, którą dowodził Nusym Minkowski.
Getto utworzono w kwietniu lub maju 1941 roku, początkowo jako getto otwarte. Obejmowało część miasta na zachód od ulicy Krakowskiej. Jednak ze względu na ciężkie warunki lokalowe nie wysiedlono z tego terenu wszystkich rodzin polskich.
Po zorganizowaniu getta Niemcy zaczęli przywozić Żydów z okolicznych miejscowości. Wiosną 1941 roku trafiły tu 53 rodziny z Przytyku oraz Żydzi ze Stromca i Wyśmierzyc (ok. 500 osób). W maju i sierpniu 1941 roku przybyły transporty z Warszawy. W lipcu i sierpniu 1942 roku przybył transport z Jedlińska. Trafiała tu również ludność żydowska Warki, Mogielnicy, Grójca, Nowego Miasta nad Pilicą.
Racje żywnościowe dla mieszkańców getta przyznane przez Niemców wynosiły 8 dekagramów chleba dziennie i 40 dekagramów cukru miesięcznie na jedną osobę. 28 maja 1941 w getcie powstała Żydowska Samopomoc Społeczna. Kierował nią lekarz dr Rafał Bułka. W sierpniu 1941 roku Samopomoc uruchomiła tanią kuchnię, która wydawała ok. 600 bardzo skromnych posiłków dziennie, starało się o nie 1725 osób. W tym czasie wg oficjalnych niemieckich źródeł liczba mieszkańców getta wynosiła 2865 Żydów. W związku z panującym głodem i brakiem higieny wybuchła epidemia czerwonki i tyfusu. Samopomoc wraz z Judenratem zorganizowała szpital epidemiczny pod kierownictwem A.N. Libermana.
W styczniu 1942 roku getto zostało zamknięte. Wprowadzony został zakaz opuszczania przez Żydów jego terenu. Żandarmeria niemiecka często wkraczała na teren getta. Mordowała ona Żydów z błahego powodu. Szczególnym okrucieństwem wobec Żydów odznaczył się żandarm Joseph Pfalzgraf.
We wrześniu lub październiku 1942 roku Niemcy zaczęli likwidować getto. Żandarmeria z pomocą granatowej policji i kolaborantów ukraińskich zgromadziła Żydów na centralnym placu getta (obecnie znajduje tu się hala sportowa). Zamordowano wszystkich pacjentów szpitala epidemiologicznego, jak również wielu starców, chorych i dzieci. Zwłoki pogrzebano na cmentarzu, a powojenna ekshumacja wykazała, że zamordowano 125 osób. Ze zgromadzonych osób na placu Niemcy oddzielili 100 zdrowych mężczyzn, resztę ludności żydowskiej skierowano pieszo w kierunku Dobieszyna. W trakcie marszu eskorta niemiecka znęcała się nad tymi, którzy nie byli w stanie iść lub opóźniali marsz. Wiele osób zostało zamordowanych. Po dotarciu na stację Żydzi zostali załadowani do wagonów bydlęcych i wywiezieni do obozu zagłady w Treblince, gdzie wszyscy ponieśli śmierć w komorach gazowych. 
W getcie białobrzeskim pozostało około 200 osób. Zostali oni zamknięci w trzech domach przy Rynku. Zostali zatrudnieni przez hitlerowców do uporządkowania getta, pracy w Zakładach Energetycznych Okręgu Radomsko-Kieleckiego lub do innej niewolniczej pracy na rzecz okupanta. Większość z tych Żydów została przewieziona w grudniu 1942 roku do fabryki amunicji w Skarżysku-Kamiennej, skąd trafili do niemieckich obozów koncentracyjnych, m.in. do Częstochowy i Auschwitz. 